# セヴィニエ侯爵夫人マリー・ド・ラビュタン＝シャンタル

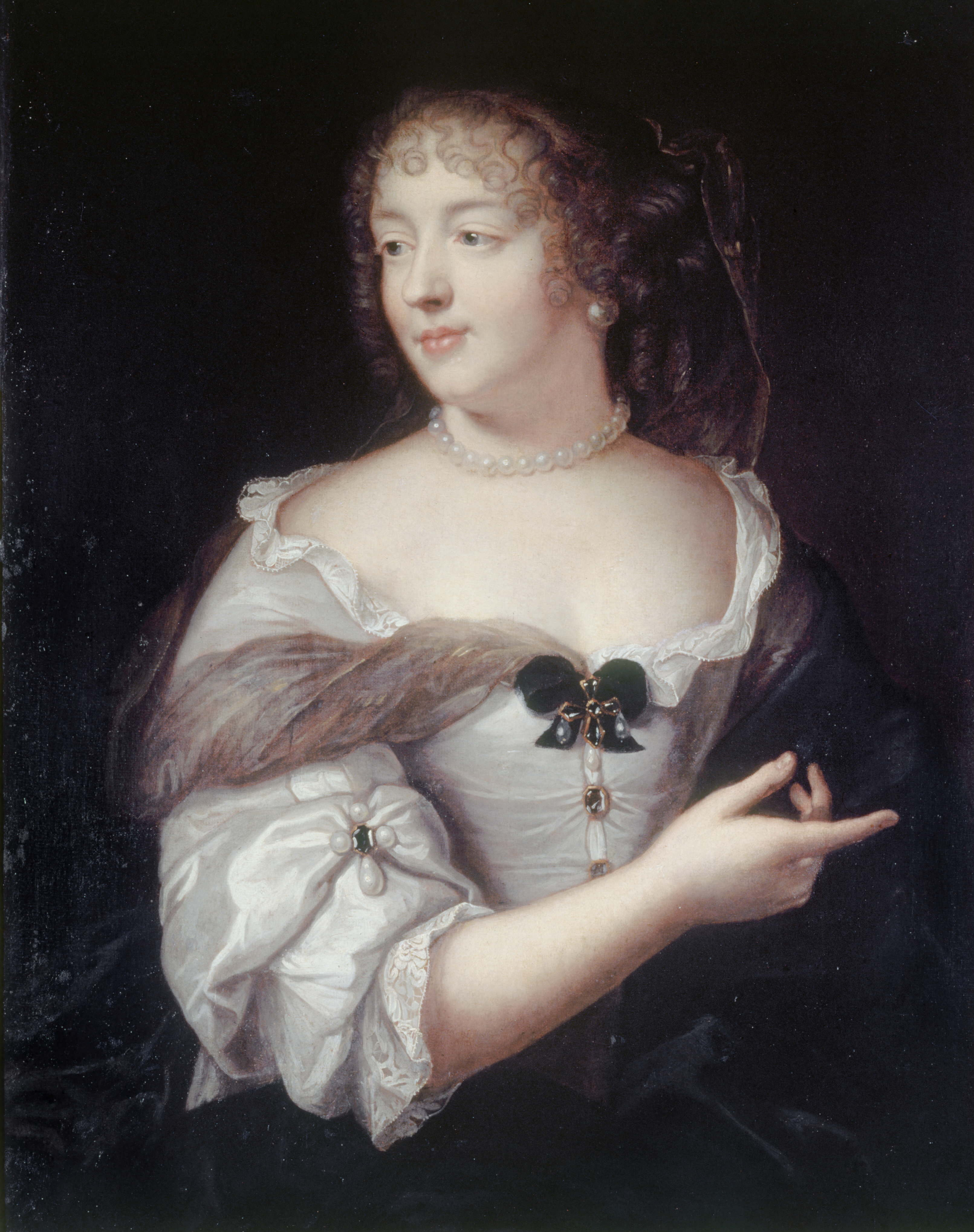
セヴィニエ夫人像。1665年（クロード・ルフェーブル画）

セヴィニエ侯爵夫人マリー・ド・ラビュタン＝シャンタル （Marie de Rabutin-Chantal, marquise de Sévigné、1626年2月5日 - 1696年4月17日）は、フランスの貴族。日本ではセヴィニエ夫人の名で知られる。愛娘へ宛てて書き送った、機知に富み17世紀の鮮やかな時代風景をつづった書簡が有名であるため、書簡作家ともいわれている。

## 生涯
マリー・ド・ラビュタン＝シャンタルは、ブルゴーニュ地方出身の旧家の一員としてパリで生まれた。父親シャンタル男爵は、聖フランシスコ・サレジオの弟子であり友であった聖ジャンヌ・ド・シャンタルの息子だった。母はマリー・ド・クーランジュである。父親は、1627年7月レ島がイングランド軍に侵攻された際に殺された。母マリーは夫の死後わずか数年で死に、7歳でマリー・ド・ラビュタンは孤児となった。彼女は母方の祖父母の元で育てられた。母方の祖父フィリップ・ド・クーランジュが1636年に死ぬと、叔父のクリストフ・ド・クーランジュ（リヴリーにある修道院の聖職者）がマリーの法的後見人となった。彼女はこの叔父の庇護の元で良い教育を受けた。
成長したマリーは、ブルターニュの名家で侯爵のアンリ・ド・セヴィニエと結婚した。彼は地域の旧家と良好な関係にあったが広い所領を持っていなかった。挙式は1644年8月4日に挙げられ、夫妻はすぐにレ・ロシュル（現在のイル＝エ＝ヴィレーヌ県、ヴィトレ）の館に行った。マリーは1646年10月10日に長女フランソワーズ・マルグリット（出生地がレ・ロシュルかパリか定かでない）、1648年3月12日に長男シャルル（レ・ロシュルで出生）を生んだ。
1651年2月4日、セヴィニエ侯アンリはゴンドラン夫人をめぐってシュヴァリエ・ダルブレと決闘し、彼に勝ったものの致命傷を負ってそれから2日後に死んだ。わずか25歳でマリーは未亡人となり、二度と結婚しなかった。彼女は遺児の養育に専念した。1651年のほとんどをレ・ロシュルで隠遁して暮らしたが、11月にパリへ戻った。その後、彼女は都会と田園地帯を行き来して暮らした。パリでは、彼女はサロンへしばしば通った。特に、ルイ14世の財務長官ニコラ・フーケ主宰のサロンへ顔を出した。
セヴィニエ夫人が長女フランソワーズが結婚する前に最も文通をした相手は、従兄で友人のビュッシー伯ロジェ・ド・ラビュタンであった。しかし、1658年に夫人は彼と仲違いした。
1669年1月29日、長女フランソワーズがプロヴァンス貴族グリニャン伯フランソワ・アドエマール・ド・モンテイルと結婚した。彼は三度目の結婚であった。夫妻は最初パリに住んだが、グリニャン伯がすぐにプロヴァンスの副知事となったため任地へ向かった。セヴィニエ夫人は娘と非常に親しかったので、有名な書簡の最初のものは1671年2月6日に送られた。2人の文通はセヴィニエ夫人の死まで続いた。
1673年から、セヴィニエ夫人の書簡は複写されて回覧された。彼女は書簡が半ば公的な記録として知られ、従って書簡を巧みに書くようになった。
1676年には、セヴィニエ夫人の人生におけるいくつかの重要な事件に見舞われた。最初に、彼女は重病になって保養地ヴィシーを訪れるまで回復しなかった。この地から描かれた彼女の書簡は最高の物と評価され、無比の鮮やかさをもって17世紀の鉱泉地での生活を描き出した。この年、ブランヴィリエ夫人の裁判と処刑が行われた。この事件は書簡の中で触れられている。 
翌1677年、セヴィニエ夫人はカルナヴァーレ・ホテルへ向かい、グリニャン家の人々に歓迎された。彼らは長くそこに滞在した。彼女は1678年10月にプロヴァンスへ戻り、翌年にラ・ロシュフコー死去の悲報に接した。彼は、彼女の最も親しく個人的な友人の一人だった。1677年から1687年の10年間に書かれた書簡の形体は、以前の10年間のものより内容が小さいものとなった。
1684年2月、長男シャルルが若いブルターニュの令嬢ジャンヌ・マルグリット・ド・モロンと結婚した。この結婚の準備のために、セヴィニエ夫人は事実上子供たちのために自分の幸運全てを分け与えたに等しく、人生の興味をほんの一部しか取っておかなかった。
1688年、家族全員はフランソワーズの一人息子グリニャン侯の初陣に非常にわきかえった。彼は、フィリップスブルク（現在のドイツ、バーデン＝ヴュルテンベルク州の町）包囲へ備えて華々しく送られたのである。同じ年、セヴィニエ夫人はラシーヌの『エステル』の舞台をサン＝ルイ王立学校（サン＝シール＝レコールにあった女子学校）で観覧した。この時から、宮廷行事の最も楽しませる記述が始まった。 
1693年、セヴィニエ夫人は旧友2人を失った。従兄ロジェ・ド・ビュッシー＝ラビュタンとラファイエット夫人である。別の親しい友、ラヴァルダン夫人も1694年に逝った。
1696年に娘フランソワーズが病の床についた間、セヴィニエ夫人も高熱に襲われ（天然痘であった）、グリニャン（現在のドローム県のコミューン）で4月17日に死んだ。夫人が病気の間、娘フランソワーズはそばにいなかった。

## デカルトの動物機械論について
- セヴィニエ夫人はデカルトとその理論をたしなめている――「愛する機械、特定の人間をえり好みする機械、しっと深い機械、こわがりの機械」。だが、彼女は寛大でもあったから、こうも付け加えている――「デカルトは、けっしてこのことを、わたしたちに信じこませようとは思わなかったのです。」一方で、娘のマダム・ド・グリニャンことフランソワーズ・マルグリット・ド・グリニャンは、1690年12月17日、従兄クランジュへの手紙で、十六歳の娘ポーリーヌには絶対に犬などあげないでほしいと頼んでいる――「わたくしどもは、当地では、理性ある被造物、それもわたくしどもの宗派に属する方々しか、好いておりません。あの手の<機械>などでわずらわされたくはございません。そうした機械が、きちんと排便のしつけができて、組み立てられたならば、それはけっこうかもしれません。でも、そんなことで苦労するというのなら、やはりそうした機械は耐えがたいものなのでございます。」それを受けて、ロジェ・グルニエは「セヴィニエ侯爵夫人は、娘のマダム・ド・グリニャンよりも好感のもてる存在だという紋切り型に立ち至る」と述べている。[2]

## 文献
- 『セヴィニェ夫人手紙抄』井上究一郎・翻訳、岩波文庫、1987年版、ISBN 4003256816
- 『セヴィニェ夫人の手紙』吉田郁子・翻訳、大学書林 、1995年、ISBN 4475022657